# Flidais Corona
Pour les articles homonymes, voir Corona.
Flidais Corona est une corona, formation géologique en forme de couronne, située sur la planète Vénus par -24,5° S et 177,3° E. Elle est localisée dans le quadrangle de Diana Chasma. Elle a été nommée en référence à Flidais, déesse irlandaise de la fertilité. 

## Géographie et géologie
Flidais Corona couvre une surface circulaire d'environ 150 km de diamètre. 